# Kara Zediker
Kara Lorraine Zediker (* 8. Oktober 1969 in Kankakee, Illinois) ist eine US-amerikanische Theater-, Film- und Fernsehschauspielerin.

## Leben
Zediker besuchte das Columbia College in Chicago und schloss mit einem B. A. ab. Sie trat auf einigen Theaterbühnen in Erscheinung, so etwa als Gloria in Marc Camolettis Boeing Boeing am Drury Lane Theatre in Illinois und als Leah in The Golem am National Jewish Theater. Für letztere Produktion erhielt sie eine Nominierung für den Chicago Joseph Jefferson Award.
Als Film- und Fernsehschauspielerin stand sie für zahlreiche Produktionen vor der Kamera. So spielte sie etwa in Arthur Hillers Filmbiografie The Babe – Ein amerikanischer Traum (1992), in Mike Binders Komödie Sex Monster (1999) und in der Independent-Film-Komödie Hip! Edgy! Quirky! (2002). In der ersten Staffel der Actionthriller-Serie 24 trat sie 2002 als Elizabeth Nash in Erscheinung. 2004 war sie in zwei Folgen der Science-Fiction-Serie Star Trek: Enterprise als junge Version der Vulkanierin T’Pau zu sehen, ein Charakter, der ursprünglich, in der Folge Weltraumfieber der Originalserie Raumschiff Enterprise, von Celia Lovsky verkörpert wurde. In der Independent-Film-Komödie Delight in the Mountain aus dem Jahr 2019 spielte sie die Hauptrolle der Anna Maria.

## Filmografie
- 1992: The Babe – Ein amerikanischer Traum (The Babe)
- 1993: Die Unbestechlichen (The Untouchables, Fernsehserie, eine Folge)
- 1996: Pretender (Fernsehserie, eine Folge)
- 1997: Hercules (Hercules: The Legendary Journeys, Fernsehserie, eine Folge)
- 1999: Sex Monster (The Sex Monster)
- 1999: Irgendwie L.A. (It’s Like, You Know …, Fernsehserie, eine Folge)
- 1999: Chamäleon – Todesspiel (Chameleon II: Death Match, Fernsehfilm)
- 2000: King of Queens (The King of Queens, Fernsehserie, eine Folge)
- 2000: Becker (Fernsehserie, eine Folge)
- 2000: Action (Fernsehserie, 2 Folgen)
- 2000: Standing by (Kurzfilm)
- 2000: Adrenaline Run (Fernsehfilm)
- 2001: Rock Star
- 2002: Hip! Edgy! Quirky!
- 2002: 24 (Fernsehserie, 4 Folgen)
- 2002: Random Shooting in L.A.
- 2002: Strong Medicine: Zwei Ärztinnen wie Feuer und Eis (Strong Medicine, Fernsehserie, eine Folge)
- 2003: Die himmlische Joan (Joan of Arcadia, Fernsehserie, eine Folge)
- 2004: Charmed – Zauberhafte Hexen (Charmed, Fernsehserie, eine Folge)
- 2004: 10-8: Officers on Duty (Fernsehserie, eine Folge)
- 2004: Star Trek: Enterprise (Fernsehserie, 2 Folgen)
- 2005: CSI: Vegas (CSI: Crime Scene Investigation, Fernsehserie, eine Folge)
- 2006: Without a Trace – Spurlos verschwunden (Without a Trace, Fernsehserie, eine Folge)
- 2010: Janie Jones
- 2011: Detroit 1-8-7 (Fernsehserie, eine Folge)
- 2011: Contagion
- 2012: Wednesday’s Child (Kurzfilm)
- 2012: Underemployed (Miniserie, zwei Folgen)
- 2013: First Impact – Der Paketbombenjäger (No God, No Master)
- 2014: Crisis (Fernsehserie, eine Folge)
- 2014: Dig Two Graves
- 2015: Chicago P.D. (Fernsehserie, eine Folge)
- 2018: Hope Springs Eternal
- 2018: The Bobby Roberts Project
- 2019: The Husband
- 2019: Delight in the Mountain
- 2019: The Courtship (Kurzfilm)
- 2019: Chicago Med (Fernsehserie, eine Folge)
- 2020: Tom of Your Life